# Viivi Luik
Viivi Luik (ur. 6 listopada 1946 w prowincji Viljandimaa) – estońska poetka i powieściopisarka.

## Życiorys
Urodziła się 6 listopada 1946 w prowincji Viljandimaa, w rodzinie elektryka i pracownicy sowchozu. W latach 1965–1967 uczęszczała zaocznie do szkoły średniej w Tallinie i pracowała jako bibliotekarka. Zaczęła pisać w bardzo młodym wieku. W 1962 roku ukazał się w lokalnej gazecie jej pierwszy wiersz drukiem. Gdy rok później wygrała nagrodę literacką czasopisma dla dzieci, zaskoczeni redaktorzy najpierw zweryfikowali, czy autorem wiersza było dziecko. W 1965 roku ukazał się jej debiutancki tomik poetycki Pilvede püha, który spotkał się z pozytywnym przyjęciem krytyki. Do jednego z wierszy Olav Ehala skomponował później muzykę, a powstały utwór stał się popularną piosenką. Jej pierwsze, młodzieńcze wiersze dotyczyły przyrody, jednak wkrótce w jej twórczości pojawił się motyw niepewnego jutra i dylematów jednostki w społeczeństwie. Wydźwięk jej wierszy w tomiku Lauludemüüja (1968) został porównany przez Jaana Kaplinskiego do kanarka w kopalni.
Od 1967 roku w pełni poświęciła się pisaniu, a trzy lata później została członkinią Związku Pisarzy Estońskich. W latach 70. zaczęła w twórczości czerpać z symbolizmu, choć na powierzchni jej wiersze były nadal mocno zakorzenione w realizmie. W tym samym czasie, poza poezją, napisała także opowiadania dla dzieci (1974–1976). W 1982 roku ukazał się jeden z jej najważniejszych tomików poetyckich Rängast rõõmust, który przeszedł do historii literatury estońskiej. W dziele opisała tęsknotę za bliskością, opresyjny niepokój, ale i niegasnącą nadzieję. Trzy lata później opublikowała pierwszą powieść Seitsmes rahukevad (1985), w której opisała biedę powojennej rzeczywistości Estonii widzianą oczami dziecka.
Luik została wielokrotną laureatką nagród i wyróżnień. Wielokrotnie uhonorowana nagrodą literacką im. Juhana Smuula, otrzymała także m.in. Nagrodę Państwową Estońskiej SRR (1987). W 2010 roku za powieść Varjuteater została wyróżniona Estońską Nagrodą Państwową w dziedzinie kultury. W lutym 2000 została odznaczona Orderem Gwiazdy Białej III klasy.
Jej drugim mężem jest pisarz i dyplomata Jaak Jõerüüt.

## Wybrana twórczość

### Poezja
- 1965: Pilvede püha
- 1966: Taevaste tuul: teine luulevihik
- 1968: Lauludemüüja
- 1971: Ole kus oled
- 1973: Pildi sisse minek
- 1975: Põliskevad
- 1977: Luulet 1962– 1974 (wybór wcześniejszych wierszy)
- 1978: Maapäälsed asjad
- 1979: Tubased lapsed (wiersze dla dzieci)
- 1982: Rängast rõõmust
- 1987: Kolmed tähed (wiersze dla dzieci)
- 1998: Maa taevas (wybór wierszy)
- 2005: Elujoon: Valitud luuletused 1962–1997 (wybór wierszy)
- 2006: Kogutud luuletused (wiersze zebrane)

### Proza
- 1985: Seitsmes rahukevad (powieść)
- 1991: Ajaloo ilu (powieść)
- 1998: Inimese kapike (zbiór esejów)
- 2006: Kõne koolimaja haual (zbiór esejów)
- 2010: Varjuteater (powieść)
- 2010: Ma olen raamat (wywiad-rzeka prowadzony przez Hedi Rosmę)

Źródło.